# Ofiary argejskie
Ofiary argejskie (łac. Argei lub sacra Argeorum) – nazwa święta obchodzonego w starożytnym Rzymie 14 maja, w dzień po Lemuriach. 
Składano wtedy bogom dar z życia ludzkiego, prawdopodobnie jako pamiątkę ofiarowania w III w. p.n.e. na mocy wyroków ksiąg syblillińskich 27 Greków pochodzących z Argei. Plutarch określał te krwawe ofiary mianem „największego oczyszczenia”. Według innej wersji zwyczaj miał pochodzić z zamierzchłych czasów, kiedy wszystkich ludzi powyżej 60 roku życia uważano za sędziwych starców i wrzucano do Tybru.
Ofiarami rytuału byli najczęściej przestępcy i niewolnicy, jednak z czasem Rzymianie zastąpili ten obyczaj darem dla bogów w postaci słomianych kukieł ciskanych do Tybru przez westalki z Pons Sublicius w asyście kapłanów i urzędników magistratu.